# 도산면 (안동시)
도산면(陶山面)은 대한민국 경상북도 안동시의 면이다.

## 연혁
- 조선 시대에는 예안군이었다.
- 1904년 10월 : 예안현, 선동면, 선서면, 하남면 일부를 도산면으로 병합
- 1914년 4월 1일 : 행정구역 개편으로 선서면 8개리, 읍내면 일부, 하남면 2개리를 병합하고 가송, 단천, 분천, 선촌을 편입
- 1971년 4월 8일 : 안동댐 건설로 분천, 선촌, 토계, 원천, 단천 일부가 수몰
- 1974년 7월 1일 : 안동댐 완공로 예안면 서부, 동부, 선양리를 편입

## 행정 구역
| 법정리 | 행정리                    | 비고                   |
| ------ | ------------------------- | ---------------------- |
| 가송리 | 가송리                    |                        |
| 단천리 | 단천리                    |                        |
| 동부리 | 동부리                    |                        |
| 분천리 | 분천리                    |                        |
| 서부리 | 서부1리, 서부2리          |                        |
| 선양리 | 선양리                    |                        |
| 온혜리 | 온혜1리, 온혜2리, 온혜3리 | 면 행정복지센터 소재지 |
| 운곡리 | 운곡리                    |                        |
| 원천리 | 원천리                    |                        |
| 의일리 | 의일1리, 의일2리          |                        |
| 의촌리 | 의촌리                    |                        |
| 태자리 | 태자1리, 태자2리          |                        |
| 토계리 | 토계리                    |                        |

## 교육 기관
- 온혜초등학교
- 도산중학교

## 문화재

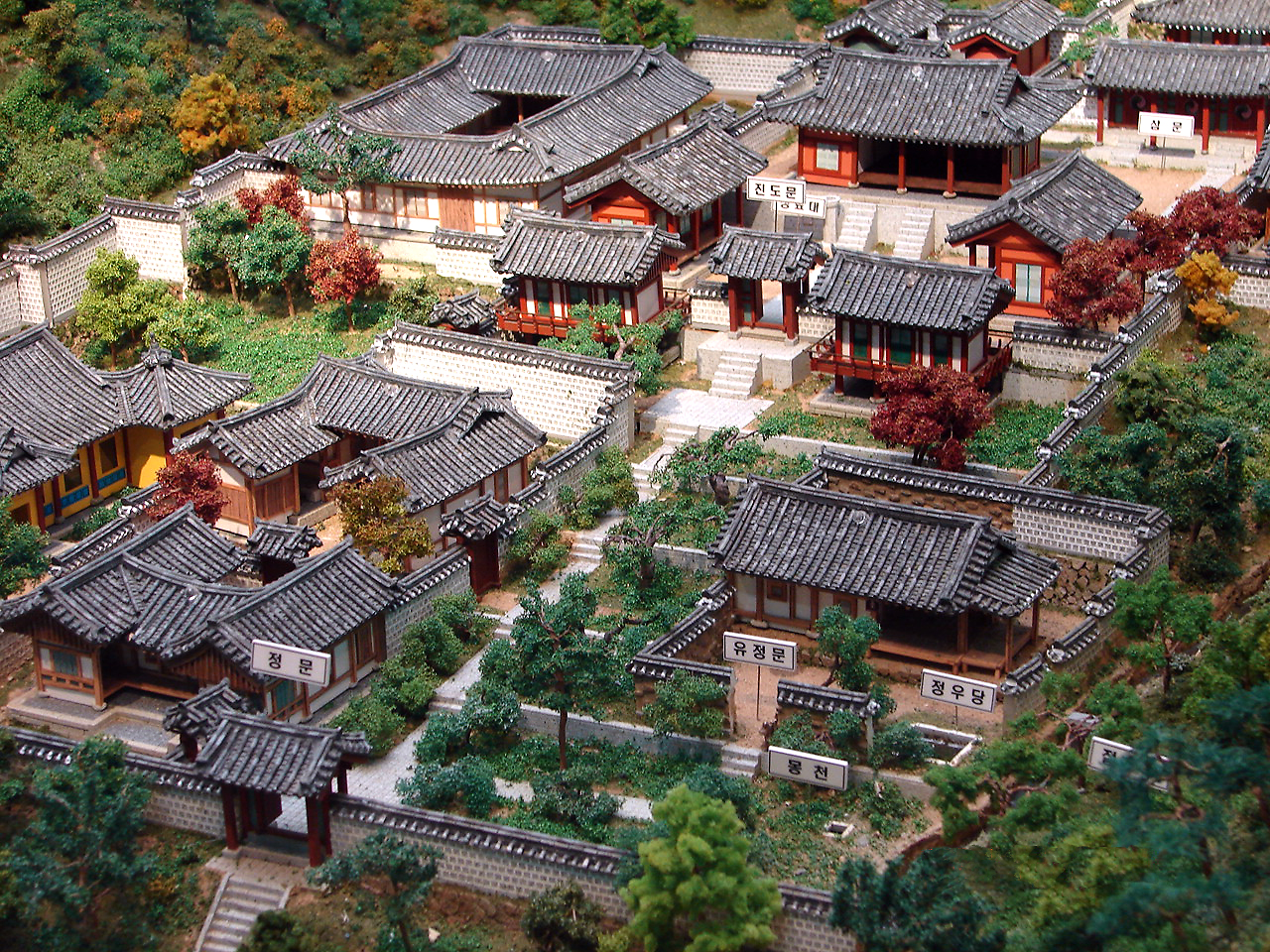
도산서원

- 도산서원
- 퇴계종택
- 농암종택

## 교통
- 국도 제35호선